# سیارک ۸۴۹۵۱
سیارک ۸۴۹۵۱ (به انگلیسی: 84951 Kenwilson، نامگذاری:2003XX4) هشتاد و چهار هزار و نهصد و پنجاه و یکمین سیارک کشف شده‌است که در ۱ دسامبر ۲۰۰۳ کشف شد.